# Мелінген
Мелінген (нім. Mehlingen) — громада в Німеччині, розташована в землі Рейнланд-Пфальц. Входить до складу району Кайзерслаутерн. Складова частина об'єднання громад Енкенбах-Альзенборн.
Площа — 21,92 км2. Населення становить 3850 ос. (станом на 31 грудня 2020).

## Галерея

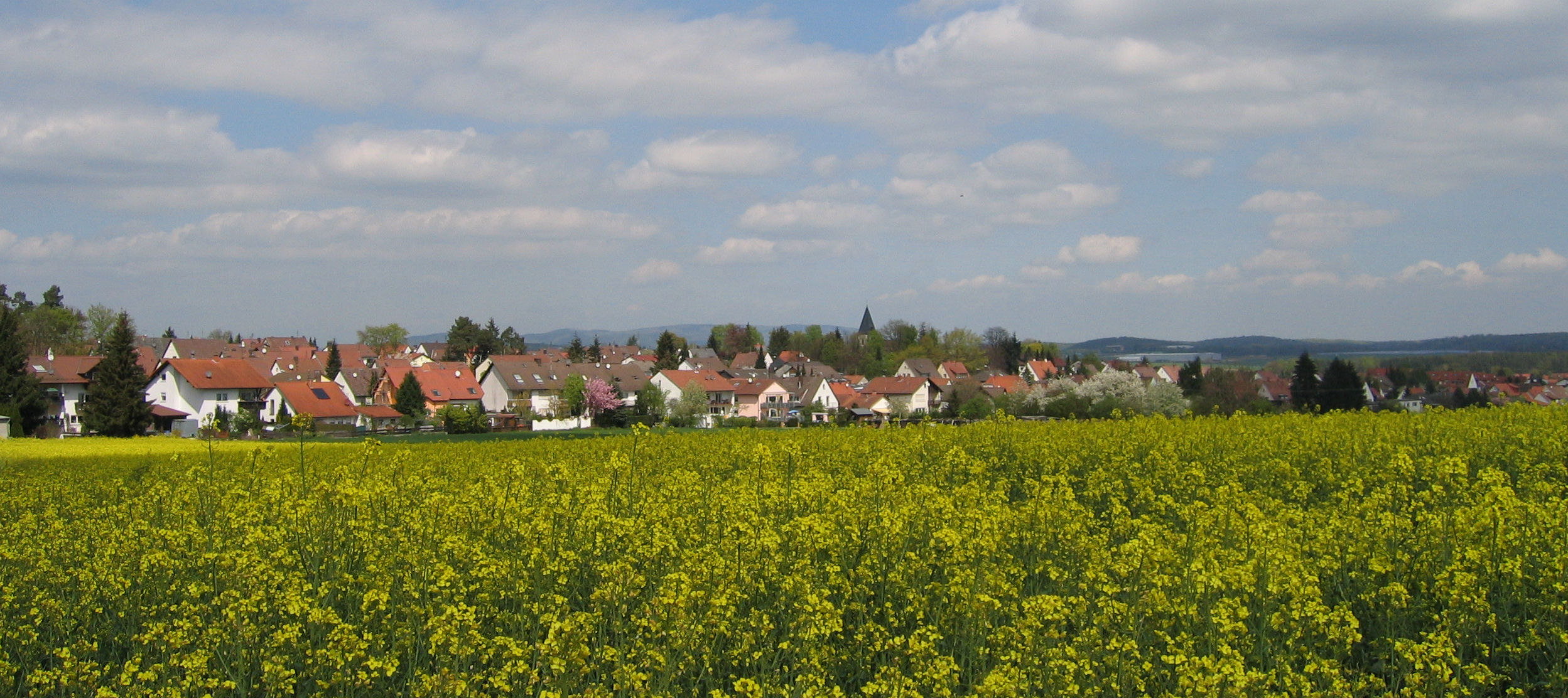
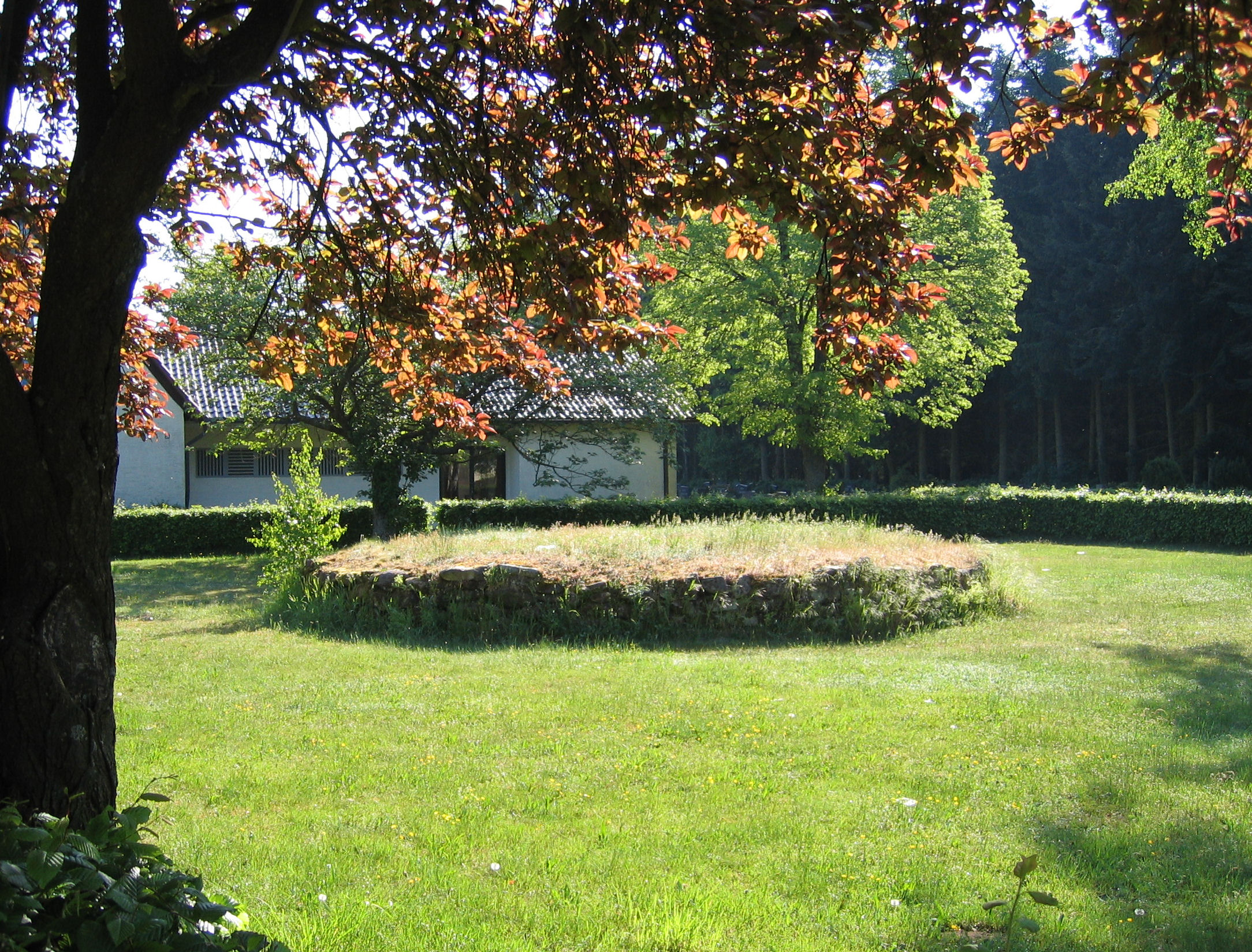
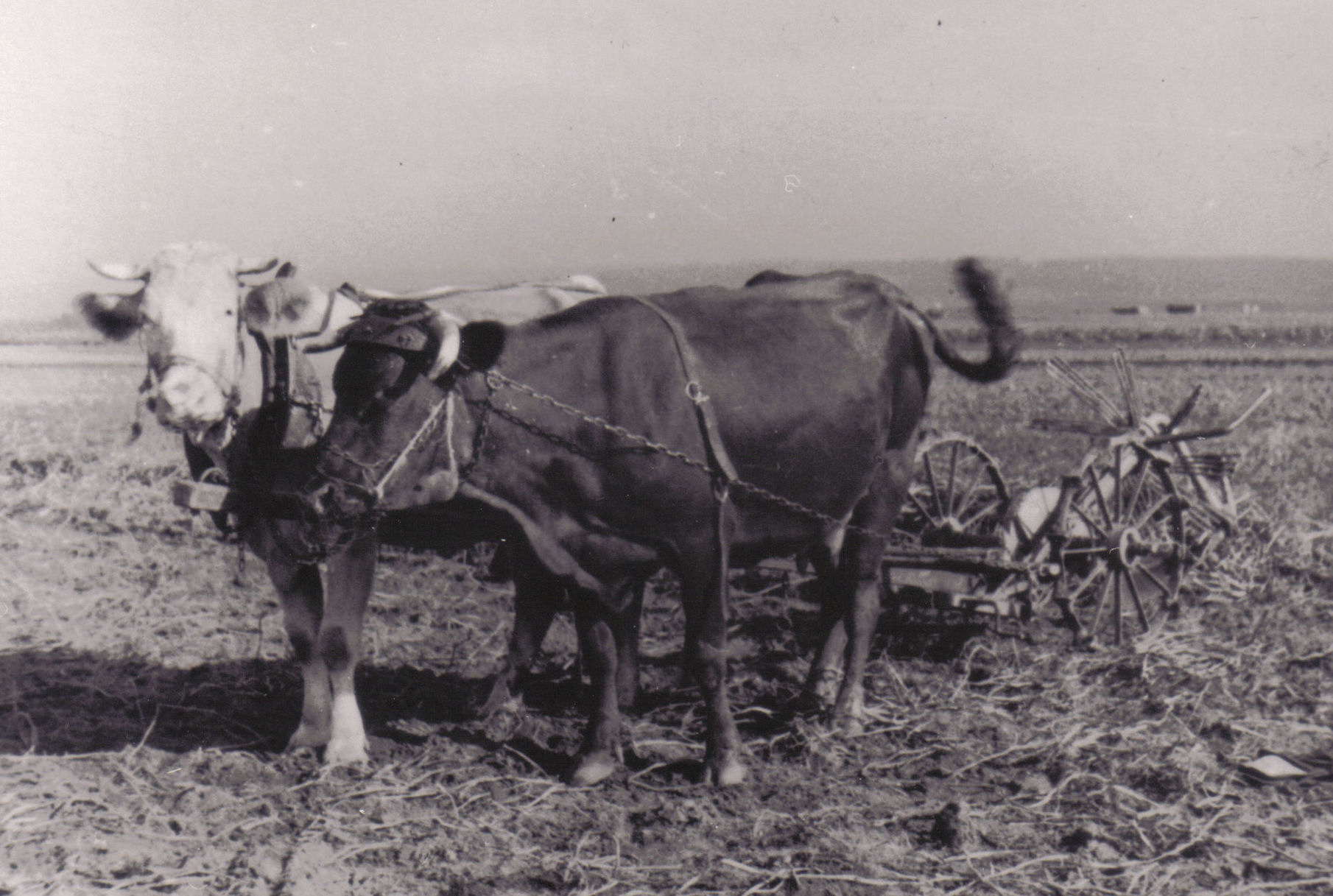
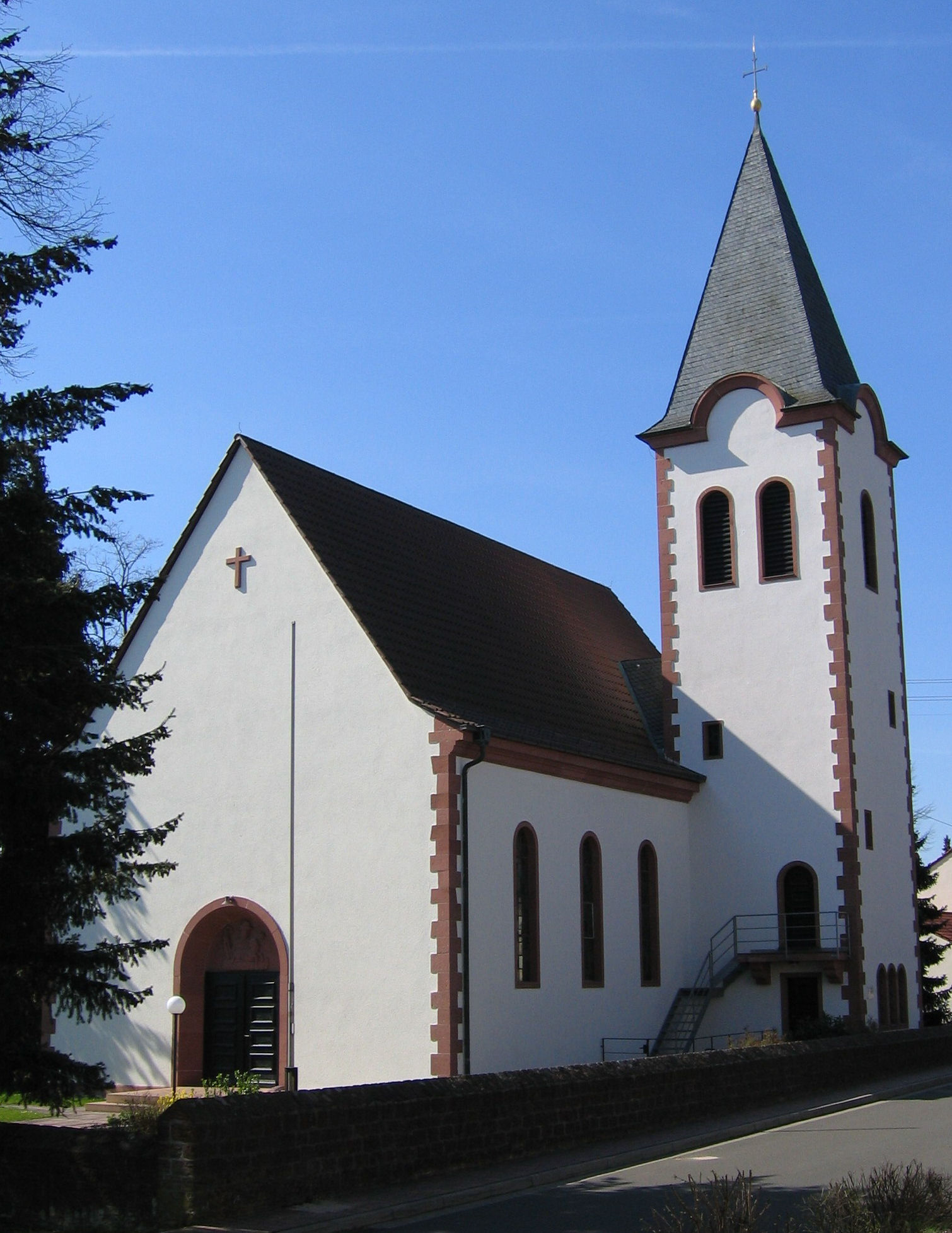
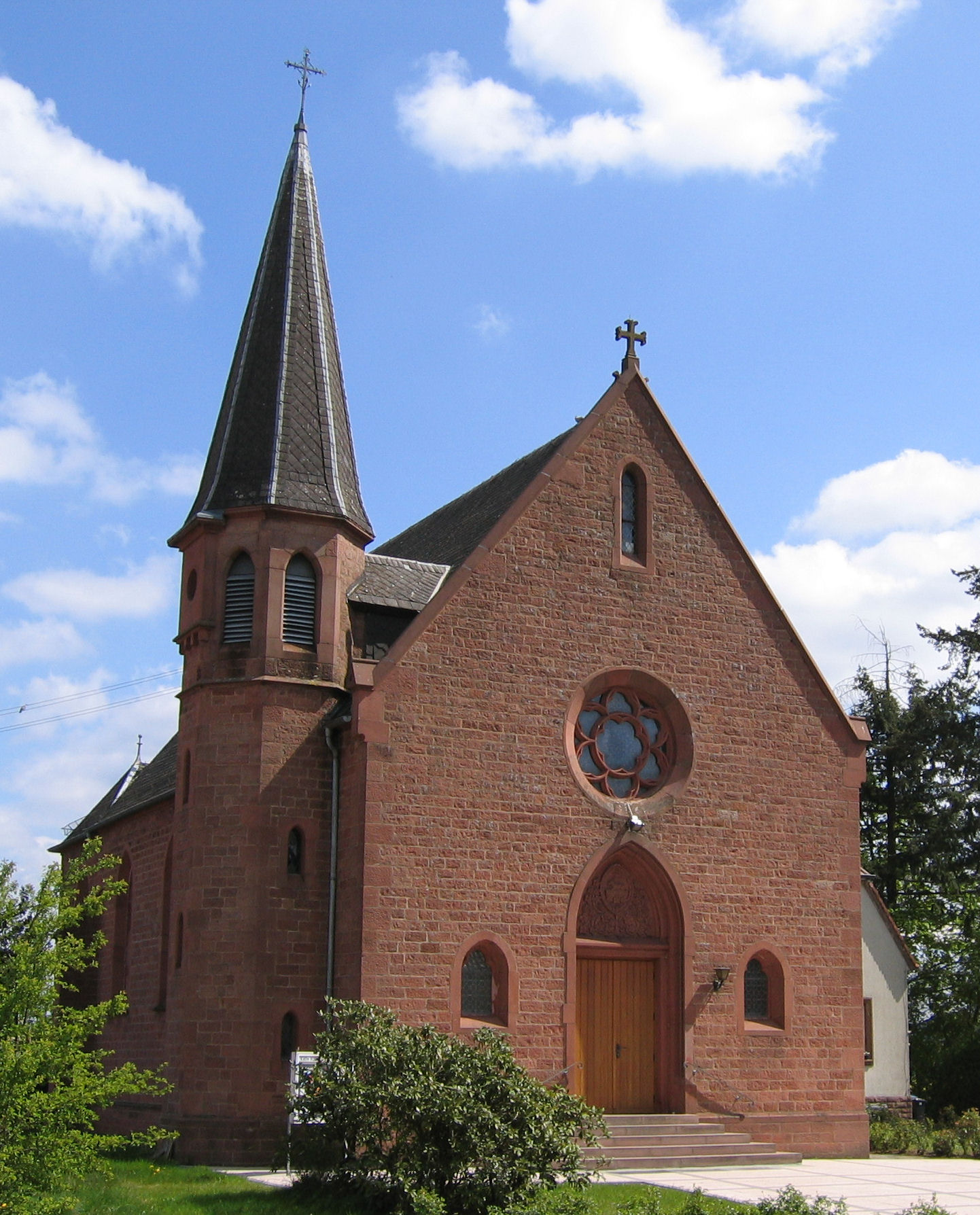
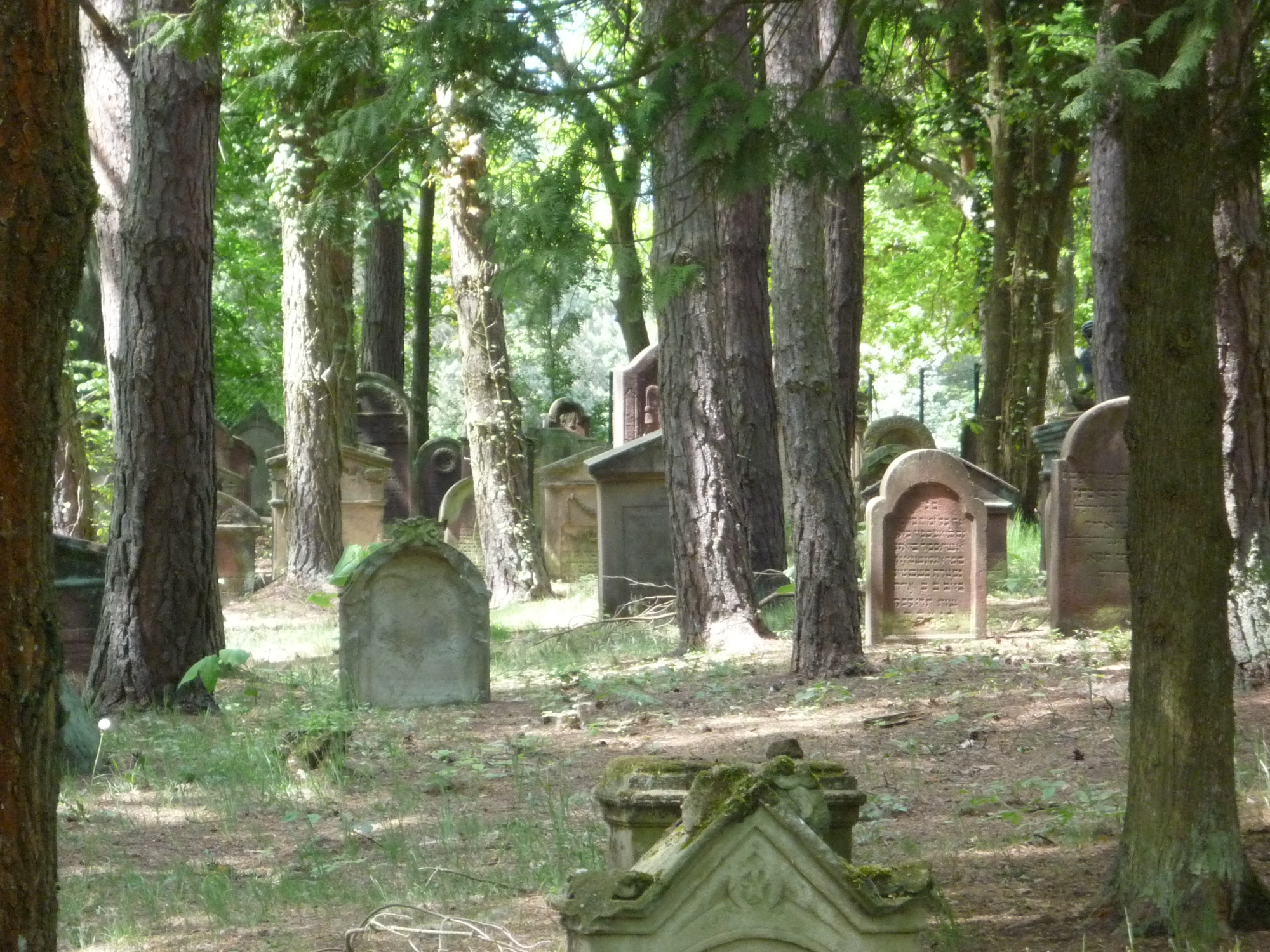